# گروه ادبی طرفه
گروه ادبی طرفه یک گروه نوگرای ادبی از نویسندگان ایرانی بود که در حدود سال ۱۳۴۰ خورشیدی وارد عرصهٔ ادبیات ایران شد. آرم این گروه یک خروس بود و اعضای آن را اغلب دانشجویانی تشکیل می‌دادند که سودای انقلابی ادبی را در سر داشتند.
اعضای تشکیل‌دهندهٔ گروه طرفه عبارت بود از بهرام بیضایی، اکبر رادی، اسماعیل نوری علاء، محمدعلی سپانلو، احمدرضا احمدی، نادر ابراهیمی، مریم جزایری، ناصر شاهین‌پر، جمیله صمدی، مهرداد صمدی و جعفر کوش‌آبادی.
اعضاء در این جمع گرد هم می‌آمدند و آثار یکدیگر را در نشست‌هایی نقد و بررسی می‌کردند و در نهایت با سرمایه گروه، شماری از آثار نسل جوان نیز به نشر رسید.

## انتشاراتِ طرفه
اعضای گروه با تخصیصِ ماهی صد تومان انتشاراتِ طرفه را بنیاد نهادند.